# Buddy Lazier
Robert Lazier, detto Buddy (Vail, 31 ottobre 1967), è un pilota automobilistico statunitense, campione della Indy Racing League nel 2000.

## Biografia
Corse nella serie CART dal 1989 al 1995 ottenendo come miglior risultato il 19º posto nel 1992.
Nel 1996 approdò in Indy Racing League, vincendo subito la 500 Miglia di Indianapolis. Divenne campione IRL nel 2000 e vicecampione l'anno seguente. Attualmente partecipa alla sola Indy 500.
È figlio di Bob Lazier, che partecipò alla 500 Miglia nel 1981 e fratello di Jacques, anch'egli pilota in IndyCar.